# Mario Camus
Mario Camus (Santander, 20 de abril de 1935 — Santander, 18 de setembro de 2021) foi um diretor e roteirista de cinema espanhol. Dirigiu La colmena, filme o qual conquistou o Urso de Ouro no Festival de Berlim em 1983. Sua obra de 1987, The House of Bernarda Alba, foi exibido na seção Un Certain Regard no Festival de Cannes de 1987,  e na competição principal do 15.º Festival Internacional de Cinema de Moscou.
Sua película de 1993, Sombras en una batalla, entrou no 18.º Festival Internacional de Cinema de Moscou. Com o filme, Camus foi agraciado com o Goya de melhor roteiro original em 1994.
Recebeu o Goya de honra em 2011.
Camus morreu em 18 de setembro de 2021, aos 86 anos de idade, em Santander.